# 朱海威
朱海威（1991年10月9日—），广东人，中国足球运动员，目前效力于中超球队杭州绿城。